# Ebomi
Ebomi ou ebomim (em iorubá: , que significa "Meu Mais Velho", é um adepto do candomblé que já cumpriu o período de iniciação (iaô) na feitura de santo, já tendo feito a obrigação de sete anos odu ejé. Essa denominação é dada tanto às pessoas que receberam o cargo de oiê, tornando-se uma ialorixá ou babalorixá que irá abrir um novo Ilê Axé, como as que não receberam esse cargo e continuarão na casa onde foram iniciados ou em outro Ilê Axé, sem ser ialorixá ou babalorixá.

## Bibliográficas
- Orun Aiye. O encontro de dois mundos - José Beniste - Editorial, Bertrand Brasil página 238.